# George Murărescu
George Murărescu (n. 10 noiembrie 1869, Bacău de Mijloc – d. 22 mai 1951, Bacău de Mijloc) a fost un deputat în Marea Adunare Națională de la Alba Iulia, organismul legislativ reprezentativ al „tuturor românilor din Transilvania, Banat și Țara Ungurească”, cel care a adoptat hotărârea privind Unirea Transilvaniei cu România, la 1 decembrie 1918.:p. 77

## Biografie
George Murărescu, născut în Bacăul de Mijloc în anul 1869, a urmat școala elementară, ocupându-se de agricultură și devenind membru al P.N.R., iar după anul 1918 a reușit să dobândească funcția de primar al comunei. Își găsește sfârșitul în ziua de 22 mai a anului 1951 în locul său natal.

## Activitatea politică
A fost numit delegat titular al cercului electoral Făget-Birchiș la Marea Adunare Națională de la Alba Iulia de la 1 decembrie 1918.:p. 155